# Jung Woo-young
Jung Woo-young (Ulsan, 14 de dezembro de 1989) é um futebolista sul-coreano que atua como volante. Atualmente, defende o Al-Khaleej.

## Carreira
Jung Woo-young começou a carreira no Kyoto Sanga.

## Seleção
Nas Olimpíadas de Verão de 2012, obteve a medalha de bronze na modalidade futebol.